# Municipio de Stillwater (Minnesota)
El municipio de Stillwater (en inglés: Stillwater Township) es un municipio ubicado en el condado de Washington en el estado estadounidense de Minnesota. En el año 2010 tenía una población de 2366 habitantes y una densidad poblacional de 54,28 personas por km².

## Geografía
El municipio de Stillwater se encuentra ubicado en las coordenadas 45°5′59″N 92°49′22″O / 45.09972, -92.82278. Según la Oficina del Censo de los Estados Unidos, el municipio tiene una superficie total de 43.59 km², de la cual 40,24 km² corresponden a tierra firme y (7,67 %) 3,34 km² es agua.

## Demografía
Según el censo de 2010, había 2366 personas residiendo en el municipio de Stillwater. La densidad de población era de 54,28 hab./km². De los 2366 habitantes, el municipio de Stillwater estaba compuesto por el 96,75 % blancos, el 0,38 % eran afroamericanos, el 0,51 % eran amerindios, el 1,39 % eran asiáticos, el 0,3 % eran de otras razas y el 0,68 % eran de una mezcla de razas. Del total de la población el 0,85 % eran hispanos o latinos de cualquier raza.